# The Sounds of India
Az 1968-as The Sounds of India Ravi Shankar nagylemeze. 1989-ben jelent meg digitálisan felújított változata CD formájában a Columbia Records gondozásában. Szerepel az 1001 lemez, amit hallanod kell, mielőtt meghalsz című könyvben.

## Az album dalai
1. An Introduction to Indian Music – 4:13
2. Dádrá – 10:30
3. Máru-Bihág – 11:44
4. Bhimpalási – 12:13
5. Sindhi-Bhairavi – 15:00

## Közreműködők
- Ravi Shankar – szitár
- Chatur Lal – tabla
- N. C. Mullick – tambura